# Peau Vava'u

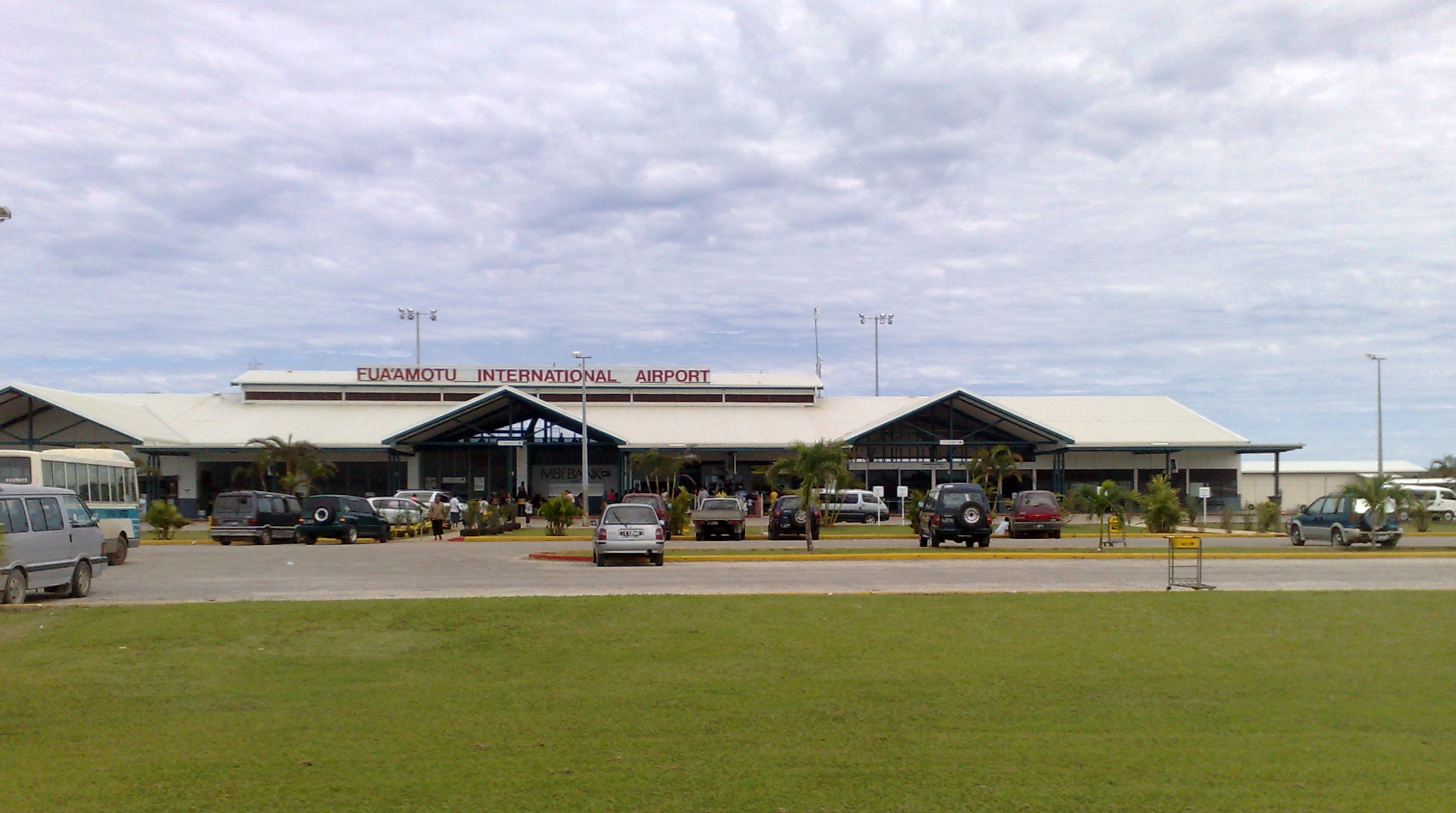
Le terminal passagers de l’aéroport international de Fuaòamotu (TBU/NFTF), vu de face.

Peau Vava'u' Limited (PVL) est une nouvelle compagnie aérienne intérieure des Tonga, qui comble la disparition de Royal Tongan Airlines en 2004. Elle dessert Vava'u et Ha'apai.
Ses bureaux ont ouvert le 27 mai 2004, avec comme président le Prince héritier Tupouto'a et comme directeur M. Joseph Ramanlal. Son premier vol eut lieu le 9 juin 2004 avec un Douglas DC-3 loué à Pionair Adventure Ltd (Christchurch, Nouvelle-Zélande). Pionair Adventure acquit une licence FAOC (Foreign Air Operator Certificate) pour opérer le DC-3. PVL se porta candidate à être l'opérateur de la ligne, le 10 septembre 2004. Elle finit par acheter un second DC3 à Pionair Adventure, à Noël 2004.